# Дербі (спорт)
Дербі — спортивний поєдинок між командами з одного міста чи одного регіону, зазвичай вирізняється особливою запеклістю й принциповістю.

## Походження
Вважається, що термін «дербі» походить від щорічного футбольного матчу, який відбувався в місті Ешберн, графство Дербішир, у якому між собою змагалися дві частини міста. Гра відбувалася ще в ті часи, коли правила футболу не були встаноленими, й скидалася більше на варіант регбі з невизначеною кількістю гравців.

## Дербі у футболі

### Австрія

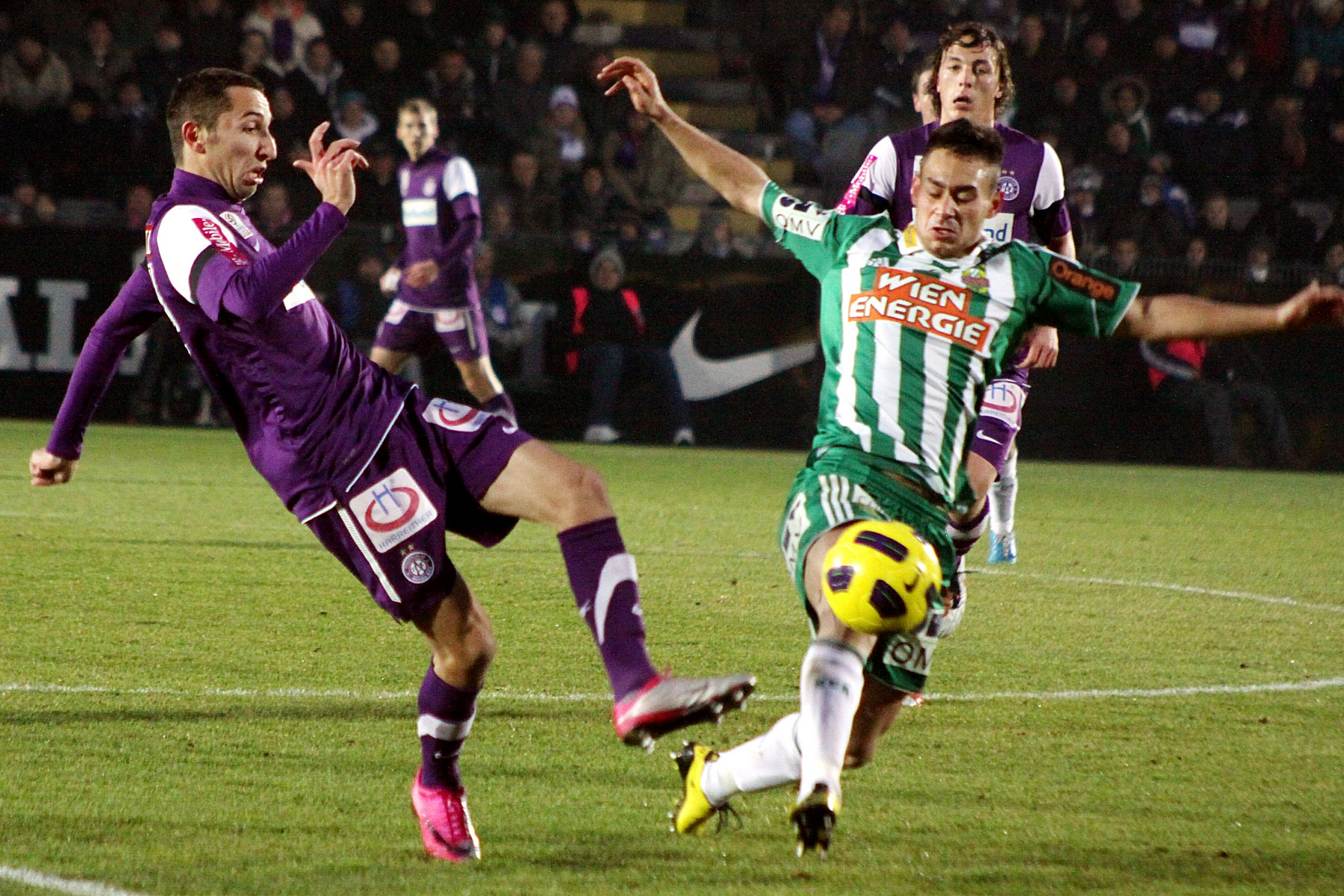
Поєдинок «Аустрія» — «Рапід»

- Відень — між клубами «Аустрія» та «Рапід»
- Грац — між командами ГАК і «Штурм».

### Англія
- Ліверпуль — між командами «Ліверпуль» і «Евертон»
- Дербі Північного Лондона — між командами «Арсенал» і «Тоттенгем»
- Манчестерське дербі — між «Манчестер Сіті» та «Манчестер Юнайтед»
- Бірмінгем (Second City derby) — клуби «Астон Вілла» та «Бірмінгем Сіті»
- South Coast Derby — між клубами «Портсмут» і «Саутгемптон»
- Tyne-Wear derby — між колективами «Ньюкасл Юнайтед» і «Сандерленд»

### Аргентина
- Авельянеда — між командами «Індепендьєнте» та «Расинг»[1].
- Буенос-Айрес — між командами «Бока Хуніорс» та «Рівер Плейт».

### Болгарія
- Софія — між командами ЦСКА та «Левскі».

### Боснія та Герцеговина
- Сараєво — команди «Железничар» і «Сараєво»

### Бразилія
- Сан-Паулу — між командами «Палмейрас», «Коринтіанс», «Сан-Паулу»
- Ріо-де-Жанейро — між командами «Фламенго» — «Флуміненсе», відоме як «Фла-Флу»; або за участю «Васко да Гама» чи «Ботафогу»; «Дербі Мільйонів» між командами «Фламенго» — «Васко да Гама» (порт. Clássico dos Milhões, оскільки ці клуби мають найбільшу кількість вболівальників)
- Белу-Оризонті — між «Атлетіко Мінейру» та «Крузейру»
- Салвадор — між «Баїя» та «Віторія»
- Порту-Алегрі — «Ґре-Нал» між командами «Ґреміу» та «Інтернасьйонал»

### Греція
- Афіни — між командами «Олімпіакос» та «Панатінаїкос» (Ντέρμπι των αιωνίων αντιπάλων — Дербі вічних ворогів); також за участю клубу АЕК.
- Салоніки — між клубами «Аріс» і ПАОК

### Данія
- Копенгаген — між клубами «Брондбю» і «Копенгаген»

### Ірландія
- Дублін — команди «Богеміанс» і «Шелбурн»

### Іспанія
- Ель Класико — між клубами «Барселона» та «Реал»
- Мадрид — між командами «Реал» та «Атлетико»
- Севілья — між командами «Севілья» та «Бетіс»
- Барселона — між командами «Барселона» та «Еспаньйол»
- Euskal derbia (Баскське дербі) — «Атлетик» (Більбао) — «Реал Сосьєдад» (Сан-Себастьян)

### Італія

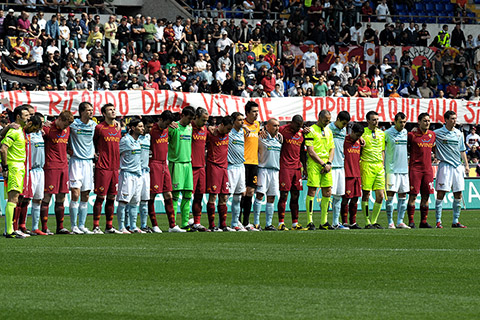
Гравці «Лаціо» та «Роми» перед початком римського дербі (сезон 2008/09)

- Мілан — між клубами «Інтернаціонале» та «Мілан» (див. Міланське дербі)
- Рим — між командами «Лаціо» й «Рома»
- Турин — між командами «Торіно» та «Ювентус»
- Генуя — між клубами «Дженоа» та «Сампдорія»
- Верона — між колективами «Верона» та «К'єво»
- Derby del Sole (Дербі сонця) — між клубами «Наполі» та «Рома»
- Derby di Sicilia (Сицилійське дербі) — між командами «Катанія» та «Палермо»

### Мексика
- Ель Суперкласико — між клубами «Америка» (Мехіко) та «Гвадалахара» (Гвадалахара)

### Німеччина

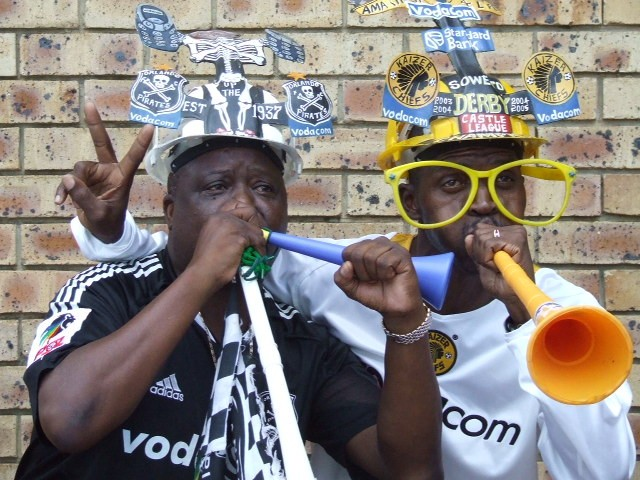
Уболівальник «Орландо Пайретс» разом з уболівальником «Кайзер Чіфс» перед Совето дербі

- Рур — між командами «Боруссія» (Дортмунд) — «Шальке 04» (Ґельзенкірхен); також «Кельн» — «Боруссія» (Менхенґладбах) і «Кельн» — «Баєр» (Леверкузен)
- Баварія — між командами «Баварія» та «Нюрнберг», або «Баварія» — «Мюнхен 1860»
- Гамбург — між клубами «Гамбург» і «Санкт-Паулі»

### Нідерланди
- De klassieker — між клубами «Аякс» (Амстердам) і «Феєноорд» (Роттердам)
- Роттердамське дербі — між командами «Ексельсіор», «Спарта», «Феєноорд»
- «Нове класичне» — команди «Аякс» (Амстердам) і ПСВ (Ейндговен)

### ПАР
- Йоганнесбург (Soweto derby) — команди «Кайзер Чіфс» та «Орландо Пайретс»

### Північна Ірландія
- Белфаст — клуби «Гленторан» і «Лінфілд»

### Португалія
- Лісабон — між командами «Бенфіка» та «Спортінг»
- O Clássico — колективи «Бенфіка» та «Порту»
- Порту — між клубами «Боавішта» та «Порту»

### Польща
- Краків — між командами «Вісла» та «Краковія».
- Лодзь — між командами «ЛКС» та «Відзев».

### Росія
- Москва — між командами «Спартак», «ЦСКА», «Динамо», «Локомотив»
- Санкт-Петербург — клуби «Динамо» та «Зеніт»
- Дербі столиць — поєдинки «Зеніта» з московськими клубами

### Румунія
- Бухарест (Eternul derbi) — між командами «Стяуа» та «Динамо».

### Сербія
- Белград (Вечити дерби) — між командами «Црвена Звезда» та «Партизан».

### Словаччина
- «Слован» (Братислава) — «Спартак» (Трнава)

### Туреччина
- Стамбул — між командами «Галатасарай» — «Фенербахче»; або за участю «Бешикташа».

### Угорщина
- Örökrangadó (Вічне дербі) — клуби МТК — «Ференцварош»
- Будапешт — клуби «Уйпешт» — «Ференцварош»

### Україна

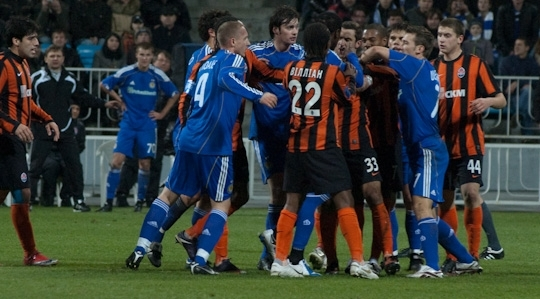
Матч «Динамо» — «Шахтар» (21.11.2009)

- Всеукраїнське дербі — між клубами «Динамо» та «Шахтар».
- Київ — між командами «Динамо», «Оболонь» та «Арсенал».
- Дніпровське дербі — між командами «Дніпро» та «Металург» (Запоріжжя).
- Донецьк, Україна — між клубами «„Металург“ (Донецьк)» та «Шахтар».
- Дніпропетровська область, Україна — між командами «Дніпро» та «Кривбас».
- Волинське дербі — між командами «Верес» (Рівне) та «Волинь» (Луцьк)
- Львівське — між командами «Карпати» та ФК «Львів».
- Кіровоградська область — між колективами «Зірка» (Кіровоград) та ПФК «Олександрія».
- Галицько-волинське дербі — між командами «Карпати» (Львів) та «Волинь» (Луцьк)
- Південне дербі — між колективами МФК «Миколаїв» та «Чорноморець» (Одеса), «Кристал» (Херсон).
- Подільське дербі — протистояння команд Хмельниччини («Поділля», «Динамо») та Вінниччини («Нива», ФК «Вінниця»).

### Уругвай
- Монтевідео — між командами «Насьйональ» і «Пеньяроль»

### Франція
- Derby du Rhône — між клубами «Ліон» і «Сент-Етьєнн»
- Le Classique — команди «Марсель» — ПСЖ

### Хорватія
- Vječni derbi — між командами «Динамо» (Загреб) і «Хайдук» (Спліт)

### Чехія

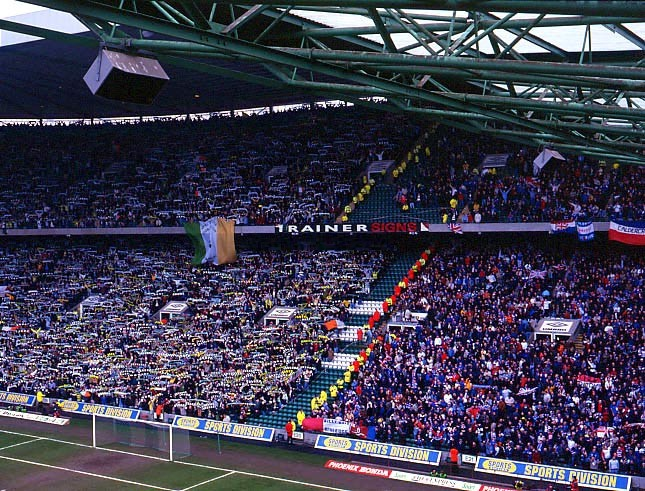
Фани команд «Селтік» і «Глазго Рейнджерс» під час Old Firm derby

- Прага — між командами «Спарта» й «Славія».

### Швейцарія
- Цюрих — між клубами «Ґрассгоппер» і «Цюрих».

### Швеція
- Стокгольм — команди АІК — «Юргорден»

### Шотландія
- Олд Фірм — між командами «Глазго Рейнджерс» і «Селтік»
- Единбург — клуби «Гартс» і «Гіберніан»